# Gran Premio Industria e Artigianato 2013
Il Gran Premio Industria e Artigianato 2013, quarantasettesima edizione della corsa e trentasettesima con questa denominazione, valido come evento dell'UCI Europe Tour 2013 categoria 1.1, si svolse il 27 aprile 2013 su un percorso totale di 200 km. La vittoria fu appannaggio dell'italiano Mauro Santambrogio, che completò il percorso in 4h49'21", precedendo il tedesco Patrik Sinkewitz ed il connazionale Oscar Gatto. 
Sul traguardo di Larciano 62 ciclisti portarono a termine la competizione.

## Squadre e corridori partecipanti
| N.    | Cod. | Squadra                      |
| ----- | ---- | ---------------------------- |
| 1-8   | VIN  | Vini Fantini-Selle Italia    |
| 11-18 | MTN  | MTN-Qhubeka                  |
| 21-28 | BMC  | BMC Racing Team              |
| 31-38 | COL  | Colombia                     |
| 41-48 | ADR  | Adria Mobil                  |
| 51-58 | AJW  | Accent Jobs-Wanty            |
| 61-68 | AND  | Androni Giocattoli-Venezuela |
| 71-78 | LOK  | Lokosphinx                   |

| N.      | Cod. | Squadra                     |
| ------- | ---- | --------------------------- |
| 81-88   | GRS  | Garmin-Sharp                |
| 91-98   | RVL  | RusVelo                     |
| 101-108 | CEF  | Ceramica Flaminia-Fondriest |
| 111-118 | BAR  | Bardiani Valvole-CSF Inox   |
| 121-128 | PPO  | Nippo-De Rosa               |
| 131-138 | UNA  | Utensilnord-Ora24.eu        |
| 141-148 | WIL  | Vérandas Willems            |
| 151-158 | MKT  | Meridiana-Kamen Team        |

## Ordine d'arrivo (Top 10)
| Pos. | Corridore           | Squadra       | Tempo    |
| ---- | ------------------- | ------------- | -------- |
| 1    | Mauro Santambrogio  | Vini Fantini  | 4h49'21" |
| 2    | Patrik Sinkewitz    | Meridiana     | a 12"    |
| 3    | Oscar Gatto         | Vini Fantini  | a 14"    |
| 4    | Ivan Rovnyj         | Cer. Flaminia | s.t.     |
| 5    | Andrea Fedi         | Cer. Flaminia | s.t.     |
| 6    | Franco Pellizotti   | Androni       | s.t.     |
| 7    | Carlos Quintero     | Colombia      | s.t.     |
| 8    | Francesco Bongiorno | Bardiani      | s.t.     |
| 9    | Jackson Rodríguez   | Androni       | s.t.     |
| 10   | Danilo Di Luca      | Vini Fantini  | s.t.     |